# Lleó Roig Luxemburguès
Lleó Roig Luxemburguès en luxemburguès:Lëtzeburger Ro'de Lé'w) o LRL va ser un dels més famosos grups de la Resistència luxemburguesa durant la Segona Guerra Mundial. Va ser fundat a l'octubre de 1941 a Hautcharage i va estar actiu durant la Segona Guerra Mundial, especialment al sud, oest i centre del país. Al març de 1944, l'LRL es va convertir en un dels fundadors de la Unio'n.
Les principals activitats de l'LRL eren per amagar la gent de la policia alemanya i portar-los fora de perill a França. L'LRL també va distribuir volants patriòtics per encoratjar la població de Luxemburg a continuar la resistència contra els alemanys.
Un dels amagatalls més famosos de l'LRL va ser el Bunker Hondsbësch a Niederkorn, 122 nois de Luxemburg que es van negar a servir al Wehrmacht alemany i d'altres refugiats polítics van sobreviure a la guerra amagats allà.